# Altenburg.tv
altenburg.tv (ABG.TV) ist ein privater Lokalfernsehsender aus Altenburg. Zuständige Medienanstalt ist die Thüringer Landesmedienanstalt. Sendestart war im Juni 1998. altenburg.tv gehört zum Unternehmen GML Mediengesellschaft mbH. Geschäftsführer ist Mike Langer. Der Sender ist ansässig in Altenburg/Thüringen und gehört zu den fünf größten landesweit ausgestrahlten Sendern Thüringens. In Thüringen gehören die lokalen TV-Stationen zu den reichweitenstärksten Medien in den lokalen Räumen.
altenburg.tv berichtet über das Leben in Altenburg und der Umgebung, aus dem Thüringer Landtag und gibt kulturelle Einblicke aus der Mitte Deutschlands. Beim Lokalsender werden durch ein neunköpfiges Team bestehend aus Redakteuren, Videojournalisten und eine Studioproduktion regionale Inhalte und Themen aus Thüringen produziert.

## Empfang
altenburg.tv ist im digitalen Kabelnetz der Kabel Deutschland in 26 Thüringer Orten empfangbar. Mit dem Satellitenkanal „Lokal-TV-Portal HD“ kann der Sender auch über HBB-TV empfangen werden (Einstellung DVB-S2: Transponder 23; ASTRA 1L; 19,2° Ost; 11552 MHz; horizontal; 22 MSym/s; 2/3). Alle Nutzer von Magenta-TV in Deutschland können altenburg.tv ebenfalls empfangen.
Verbreitung
- Vodafone Kabel Deutschland: Kanal 54 (594 MHz)
- PYUR: Kanal 08
- MagentaTV: Kanalposition 585
- Landkreis Altenburger Land
- Manuelle Sendersuche:
- Frequenz = 458 MHz
- Symbolrate: 6900
- Modulation: QAM 256.

Laut Reichweitenanalyse der Thüringer Landesmedienanstalt (TLM) vom 11. Februar 2022 beträgt die Gesamtreichweite von altenburg.tv 43.500 Haushalte bei 73.000 Zuschauern. Zum Vergleich: 2018 waren es noch 58.000 Zuschauer.

## Programm

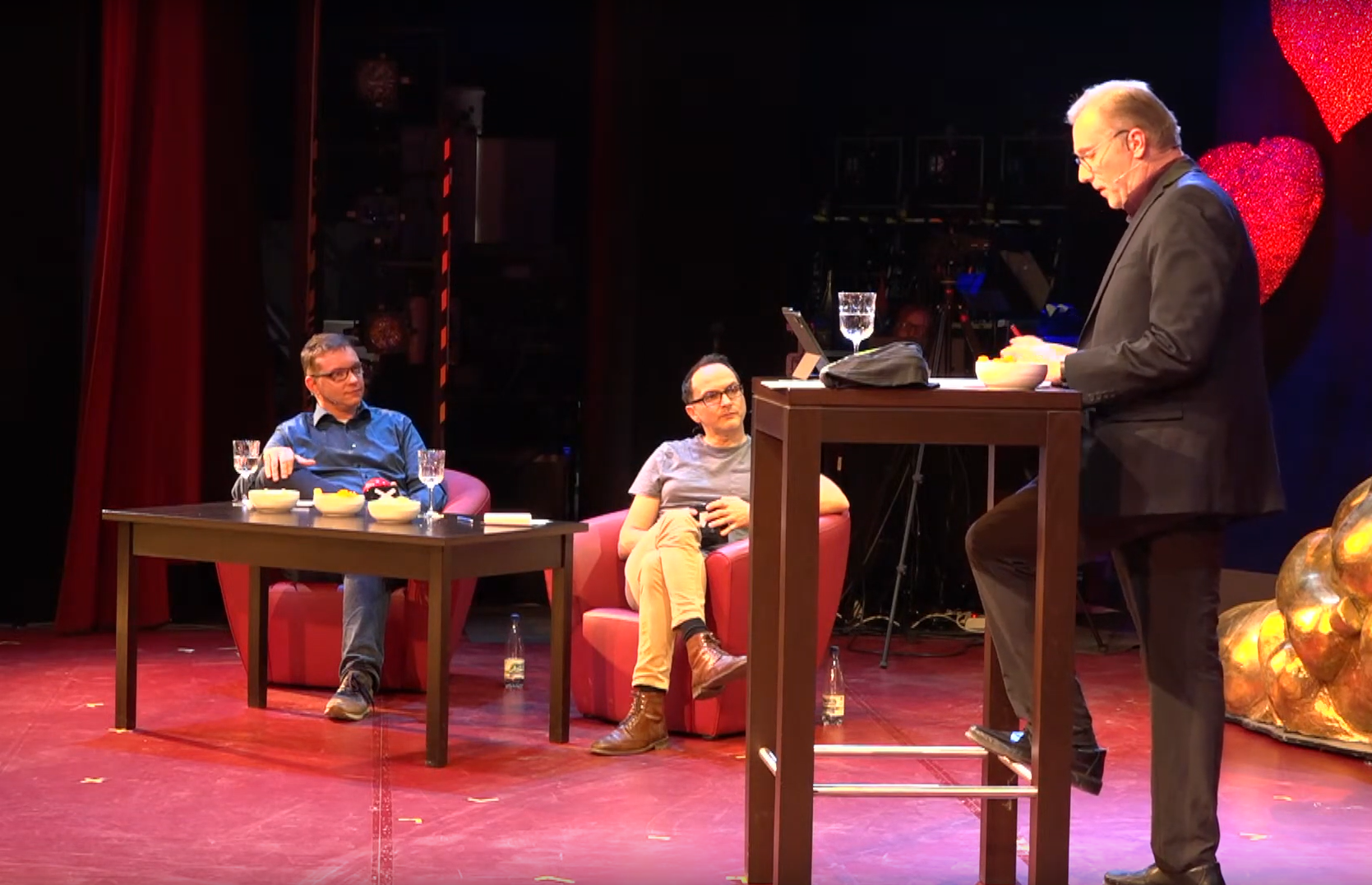
Ausstrahlung des großen Altenburger Filmquiz Valentins-Special im Theaterzelt Altenburg am 14. Februar 2022

- Bericht aus Erfurt – Landtag aktuell[5]

Eine Koproduktion der regionalen TV-Sender Thüringens mit Berichten aus der Landespolitik
- Das Große Altenburger Filmquiz[6]

Der Schauspieldirektor des Theaters Altenburg Gera und Moderator Manuel Kressin moderierte am 30. April 2020 das erste Mal die einstündige Sendung während der COVID-19-Pandemie und stellte seinem Kandidaten Mike Langer in verschiedenen Kategorien (u. a. Soundtrack, Zitat, Szenenbild, Schätzfrage) Fragen rund um das Thema Film. Via facebook hatten Kandidaten die Möglichkeit, Zuschauerfragen zu beantworten und Preise zu gewinnen. Seit dem 12. Oktober 2020 ist der Altenburger Torsten Brandt als Gegenkandidat in der Sendung zu Gast. Zum Valentinstag am 14. Februar 2022 wurde eine Sonderausgabe im Theaterzelt Altenburg vor Publikum aufgezeichnet. Unterstützung erhielt das Team dabei durch das Schauspielensemble vom Theater Altenburg Gera in einigen neuen Kategorien (u. a. Scharade und ein Medley von Soundtracks gespielt von Schauspielkapellmeister Olav Kröger am Klavier).
- Gott ImPuls

Seit März 2020 läuft der Gottesdienst immer sonntags im Livestream um 10.00 Uhr und als Wiederholung um 18.00 Uhr, sowie mittwochs um 12.00 Uhr.
- Kultur im Altenburger Land[15]

Kulturelles aus dem Altenburger Land. Das Altenburger Land hat für Kulturinteressierte viel zu bieten. Bestens darüber informiert ist Dramaturgin Dr. Sophie Oldenstein, die mit wechselnden Studiogästen am Anfang jeden Monats auf Altenburg TV ein buntes Potpourri an interessanten Veranstaltungstipps und spannenden Kulturhinweisen aus der Region präsentiert: aktuell, kompetent und unterhaltsam.
- Talkdings – Das Jugendmagazin

Von Jugendlichen für Jugendliche aus dem Altenburger Land
- Thüringen.TV[16]
- Der Wochenspiegel für das Altenburger Land[17]
- ABG.TV überregional[18]
- Ostseemagazin[19]

Geschichten aus der Region, wo Altenburger auch gern Urlaub mach(t)en!
- Wohnen in Altenburg[20]

Das Stadtteilmagazin für Altenburg Nord, Südost und die Altstadt
- Polizeinachrichten[21]

## Sondersendungen
- Eine geht noch!

Anlässlich des Weltfrauentages am 8. März widmen sich Frauen des Theaters Altenburg Gera und Altenburg TV mit einer Sondersendung zum Mitmachen dem Frauenbild im Wandel der Zeiten seit 2021 (Erstausstrahlung). Das Quiz mit dem Titel „Eine geht noch!“ dreht sich rund um Rollenerwartungen, starke Frauen aus Altenburg und Pionierinnen aus aller Welt. Die erste Show wurde am 8. März 2021 ausgestrahlt. Gefördert wird das Quiz durch das Projekt „100 Tage – 100 Aktionen“ der Aktion „Stadtmensch Altenburg“.